# Simplicity (The Bouncing Souls)
Simplicity is het tiende studioalbum van de Amerikaanse punkband The Bouncing Souls. Het album werd uitgegeven op 29 juli 2016 op lp via Rise Records en op cd via Rise Records in samenwerking met Chunksaah Records. In oktober 2017 volgde een cassette-versie via Rise Records. De productie werd verzorgd door John Seymour, die eerder al de studioalbums How I Spent My Summer Vacation (2001) en Anchors Aweigh (2003) van de band heeft geproduceerd.
Simplicity is het eerste studioalbum met nieuwe drummer George Rebelo. Rebelo verving drummer Michael McDermott in 2013, die de band kort na de uitgave van Comet (2012) had verlaten.

## Nummers
1. "Driving All Night" - 1:56
2. "Euphoria" - 1:45
3. "Satellite" - 2:51
4. "Digital Twilight Zone" - 1:21
5. "I Wanna Be Bored" - 1:03
6. "Hey Aliens" - 1:18
7. "Hero Zero" - 2:55
8. "Writing On the Wall" - 3:07
9. "Rebel Song" - 2:02
10. "Tightrope" - 2:24
11. "Gravity" - 3:05
12. "Bees" - 2:14
13. "Up to Us" - 3:47

## Band
- Greg Attonito - zang
- Pete Steinkopf - gitaar
- Bryan Kienlen - basgitaar
- George Rebelo - drums